# Sorkwity (gmina)
Sorkwity est une gmina rurale du powiat de Mrągowo, Varmie-Mazurie, dans le nord de la Pologne. Son siège est le village de Sorkwity, qui se situe environ 11 km à l'ouest de Mrągowo et 43 km à l'est de la capitale régionale Olsztyn.
La gmina couvre une superficie de 184,56 km2 pour une population de 4 626 habitants.

## Géographie
La gmina inclut les villages de Bałowo, Borowe, Borowski Las, Burszewo, Choszczewo, Gieląd Mały, Gizewo, Głodowo, Janiszewo, Janowo, Jędrychowo, Jełmuń, Karczewiec, Kozarek Mały, Kozarek Wielki, Kozłowo, Lesiny, Maradki, Maradzki Chojniak, Miłuki, Młynik, Nibork, Nowy Gieląd, Piłaki, Pustniki, Rodowe, Rozogi, Rybno, Słomowo, Stama, Stary Gieląd, Surmówka, Szarłaty, Szelągówka, Szymanowo, Tyszkowo, Warpuny, Wilamówko, Wola Maradzka, Załuki, Zamkowo et Zyndaki.
La gmina borde les gminy de Biskupiec, Dźwierzuty, Kolno, Mrągowo, Piecki et Reszel.